# Postmodernisme in de Nederlandse literatuur
Het postmodernisme in de Nederlandse literatuur is een veelzijdige literaire stroming die zich vanaf de jaren zestig manifesteert en die zowel literatuur als lectuur omvat. Postmoderne literatuur wijkt in onder meer mensopvatting, verteltechniek en omgang met de verhaalchronologie zodanig af van eerdere literaire stromingen dat de traditionele analysemethodes geen houvast bieden om een postmodern werk te doorgronden.

## Inburgering van de term
Hoewel de Amerikaans literaire kritiek de term postmodernisme reeds in de jaren zestig hanteerde, vond deze pas in de jaren tachtig ingang in de Nederlandstalige literatuurkritiek. Werken die thans postmodern zouden worden genoemd werden daarvoor voorzien van andere benamingen. Het werk van de Vijftigers werd 'experimentele' poëzie genoemd en Sybren Polet muntte de term 'Ander proza', een effectieve aanduiding voor werk dat zich niet naar de traditie voegt. Andere termen waren meta-literatuur en neo-avantgarde.
In de jaren tachtig zochten onderzoekers naar vroege voorbeelden van Nederlandstalige werken die als postmodernistisch konden gelden. Een favoriete kandidaat was de surrealistische roman De God Denkbaar Denkbaar de God uit 1956 van Hermans, vanwege het problematiseren van de relatie taal en werkelijkheid, intertekstualiteit en andere vormen van grensdoorbreking.

## Indelingen
Literatuurwetenschappers hebben verschillende soorten postmodernisme onderscheiden. Hans Bertens en Theo d'Haen gaan uit van vier typen. In het existentialistische type valt het subject en de taal een problematische status toe; bij het avant-gardistische postmodernisme moet vooral aan de popart uit de jaren zestig worden gedacht; in het esthetische postmodernisme draait het om de literaire techniek; het post-structuralistische type is misschien wel de meest intellectuele en in elk geval onder academici het meest besproken type.
Literatuurhistorici Wilbert Smulders en Frans Ruiter onderscheiden twee typen, een intellectuele en een niet-intellectuele variant. De intellectuele variant kent in het Nederland van de jaren zestig nog geen vertegenwoordigers. In de jaren zeventig gaat het om de groep auteurs rond het tijdschrift Raster (vanaf 1977) waarvan Jacq Vogelaar een leidende figuur was. Deze auteurs hebben affiniteit met de kritische taalopvatting van denkers als Barthes, Bataille, Blanchot, Derrida, Foucault en Lacan. Een andere invloed op deze auteurs was de neomarxistische cultuurkritiek van de Frankfurter Schule van Adorno en Horkheimer. De invloed van deze filosofen op Raster komt ook tot uitdrukking in de aandacht voor auteurs die zich niet voegen naar de 'cultuurindustrie', zoals Joyce, Beckett, Kafka, Proust en Trakl.
Het tweede type modernisme, dat zich vanaf de jaren zestig in Nederland manifesteert, omschrijven Ruiter en Smulders als 'literaire popart', een parapluterm voor onder meer: het tijdschrift Barbarber (1958-1971) met J. Bernlef en K. Schippers. Kenmerkend is hun overheersende belangstelling voor niet-literaire media en hun afkeer van de pretenties van de hoge kunst. De ondertitel 'Tijdschrift voor teksten' wijst erop dat deze groep de traditionele grens tussen literaire en andersoortige taaluitingen niet erkennen, inclusief het onderscheid tussen literatuur en reclame. Medewerkers Armando, Hans Verhagen en Hans Sleutelaar publiceerden ook in journalistieke media, met name in het weekblad Haagse Post, dat daardoor een veel literairder wijze van journalistiek  ontwikkelde dan daarvoor gebruikelijk was. Daarnaast werd de samenwerking met de omroep VPRO aangegaan. De Rabarber-groep was niet opstandig of radicaal, maar kende een groot belang toe aan helderheid en humor. De Zestigers, aldus Ruiter en Smulders, 'epateerden niet langer de burger (...) maar ze epateerden de kunstenaar'.
Als de eerste Nederlandse popartroman roman geldt Ik Jan Cremer (1964), een 'gewaagd-vulgaire' roman die volgens traditionele normen 'een deerlijk misbaksel' zou zijn. In de jaren zeventig komen daar auteurs bij als Heere Heeresma en Guus Luijters, in de jaren tachtig de Maximalen met Joost Zwagerman als voornaamste exponent, en in de jaren negentig Ronald Giphart en Arnon Grunberg.
In mindere mate gelden de auteurs van De Revisor als postmodern.
Literatuurwetenschapper Bart Vervaeck hanteert een iets andere indelingswijze die gebaseerd is op gradatie. Hij zet auteurs af op een reeks concentrische cirkels die van meer naar minder postmodernistisch lopen, al naargelang het werk van auteurs meer of minder postmodernistische kenmerken bevat. De meest uitgesproken postmoderne auteurs zijn volgens hem Atte Jongstra en M. Februari, met direct daarnaast Willem Brakman, Charlotte Mutsaers, Louis Ferron, Stefan Hertmans, Peter Verhelst en Pol Hoste. Iets minder postmodernistisch, want zich meer dan de vorigen op de ratio baserend, zijn P.F. Thomése, Dirk van Weelden, Gijs IJlander en Huub Beurskens. Bij de rand van het postmoderne veld staan Gerrit Krol en Cees Nooteboom, die een rationele logica hanteren en vaak ook thematiseren. Deze auteurs gebruiken wel postmoderne technieken, maar drukken daarmee geen postmodernistische thematiek uit. Vervaecks aanpak betekent dat het ook mogelijk is om in klassieke modernisten als Harry Mulisch en Jeroen Brouwers postmoderne kenmerken te onderkennen, al zijn er bij een oudere auteur als Louis Paul Boon weer veel meer aanwijsbaar.

## Kenmerken
De postmoderne roman vertoont een reeks van kenmerken inzake aspecten van het postmoderne wereldbeeld, mensbeeld, taalopvatting, vertelwijze, tijd.

### Wereldbeeld
Het wereldbeeld in de postmoderne roman vertoont volgens Vervaeck vier trekken. Ten eerste bestaat de wereld uit ficties, die als scenario dienen die de roman als het ware opvoert. Op vier manieren kan de enting van de roman postmodern zijn: de enting is nadrukkelijk, ondermijnend, clichématig en opheffend. Het scenario wordt te kijk gezet als fictie. Ten tweede is de wereld een herinnering, en wel een herinnering die geen bestaande buitenwereld impliceert. Zoals de enting het onderscheid tussen het scenario en de opvoering opheft, zo doet de herinnering dat met het onderscheid tussen binnen- en buitenwereld. Ten derde is de postmoderne wereld eerder opgebouwd uit beelden waarbij de traditionele chronologie van gebeurtenissen of logica geen rol speelt. Kenmerkend voor het netwerk van beelden is de nadrukkelijkheid ervan, waarbij de twee postmoderne kenmerken bij uitstek zijn: ten eerste gaat het netwerk niet terug op een logische samenhang, maar is autonoom; ten tweede vindt deconstructie van de kern of fundament plaats door de beelden zo veelbetekenend mogelijk te maken, waardoor ze hun vaste betekenis verliezen en het onderscheid tussen vol en leeg vervaagt. Ten vierde is er sprake van een gelijkstelling: het hoogstaande is gelijk aan het banale, heldere verstandelijke begrippen worden ontmaskerd als obscurantisme, terwijl obscure begrippen als een verheldering worden voorgesteld.

### Mensbeeld
Het mensbeeld sluit bij het wereldbeeld aan, met personages die hun identiteit baseren op ficties. De identiteit is dus een rol en de wereld een decor. Personages lijken op personages uit boeken en daarbij doet zich een paradox voor: hoe individueler een personage is uitgewerkt, op hoe meer ficties het is geënt, zodat het meer lijkt op andere personages die gerelateerde ficties verpersoonlijken. Zo leidt een gedetailleerde uitwerking van de personages niet tot geprofileerde individuen, maar tot onpersoonlijke, vage figuren. Personages worden metaforisch beschreven, waardoor ze zelf deel uitmaken van het netwerk van beelden, die vaak letterlijk genomen worden. Inzicht in het weefsel van beelden resulteert niet in begrip van het personage.

### Taalopvatting
De postmoderne taalgebruiker drukt zich niet origineel uit, maar bedient zich voortdurend van een eigenzinnige combinatie van clichés en citaten. Dit procedé verleent postmoderne romans een encyclopedisch karakter. De doorverwijzingen kennen geen uiteindelijk fundament, maar zijn eindeloos. De stijl kenmerkt zich door een associatieve afwisseling van taalspelletjes.

### Verteltechniek
Postmoderne romans kennen vertellers die geen greep hebben op hun verhaal: in plaats van alwetend zijn ze onwetend en onduidelijk is of de inconsistenties waaraan ze zich te buiten gaan het gevolg zijn van opzet of onmacht. Het verteltheoretische begrippenapparaat krijgt dan ook geen vat op postmoderne romans en is dus een ongeschikte benaderingswijze voor dit type literatuur. Gescheiden vertelniveaus bestaan niet. Het is niet mogelijk om metafictie, fabel, sujet enzovoort uit elkaar te houden, metafictie en primair niveau lopen in elkaar over. Uiteindelijk is ook het onderscheid tussen schrijver en lezer niet houdbaar, de lezer is geen passieve consument maar dient zich net zo actief op te stellen als de auteur, waarmee ook het verschil tussen creatie en recreatie niet meer geldig is.

### Tijdsopvatting
De postmoderne roman houdt zich niet aan de traditionele ankerpunten van de tijd in de verhaalchronologie en het personage. De regels van de chronologie als ordeningsprincipe worden overtreden, op tegenstrijdige wijze gecombineerd of volgehouden tot in het absurde. Hier ligt een onderscheid met het modernisme, waarin verstoringen van de chronologie nog konden worden verklaard vanuit perspectiefwisselingen tussen personages met uiteenlopende tijdsopvattingen. Het tijdsverloop in de postmoderne roman kent dus geen stabiliteit en is geen basis voor orde, maar wordt verdeeld over het web van metaforen en beelden, waarmee het verhaal een labyrintische ruimtelijke gestalte aanneemt. Ruimtelijke clichés zoals een hutje in het bos versterken de theatrale illusie van tijdloosheid nog. Verschillende perioden uit de geschiedenis worden naast elkaar gepresenteerd alsof ze zich gelijktijdig voordeden. Ook in de postmoderne intertekstualiteit ontbreekt chronologisch houvast en valt niet te zeggen welke tekst van eerder of later dateert.

## Verwijzende noten
1. ↑  Musschoot (1991), 204
2. ↑  Brems (2006), 511
3. ↑  Ruiter en Smulders (1996), 307-308
4. ↑  Ruiter en Smulders (1996), 310
5. ↑  Ruiter en Smulders (1996), 311-312
6. 1 2  Ruiter en Smulders (1996), 312
7. ↑  Veraeck (1999), 10
8. ↑  Vervaeck (1999), 12
9. ↑  Vervaeck (1999), 194-195
10. ↑  Vervaeck (1999), 195-196
11. ↑  Vervaeck (1999), 197
12. ↑  Vervaeck (1999), 298-299
13. ↑  Vervaeck (1999), 200-201